# Brachyceridae
Брахіцериди (Brachyceridae) — родина жуків з надродини довгоносикоподібних. Тривалий час брахіцерид вважали підродиною у родині довгоносиків (Curculionidae). Деякі ентомологи дотримуються традиційної точки зору й зараз, але провідні фахівці вважають родинний статус брахіцерид переконливо обґрунтованим. Описано понад 500 рецентних видів брахіцерид, переважна більшість їх — представники роду Brachycerus. Викопні рештки жуків цієї групи відомі з олігоцену й міоцену.

## Зовнішній вигляд

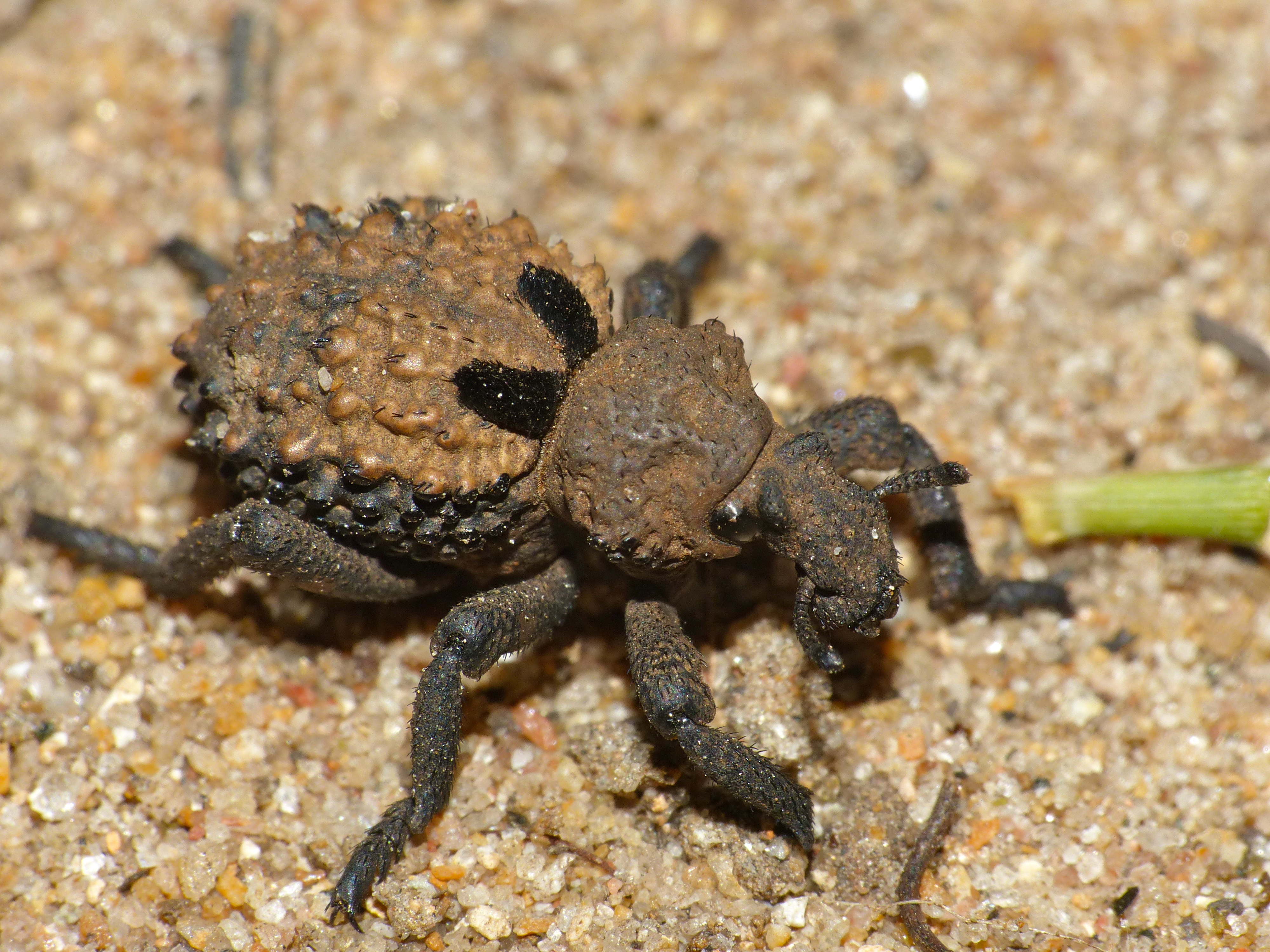
Дивлячись на цього незграбу, неважко зрозуміти, чому в англійській мові брахіцериди отримали назву «obese beetles» — опецькуваті жуки

Жуки середніх та великих розмірів. Тіло овальне або майже округле. Крил не мають. Забарвлення верхньої частини тіла — чорних, сірих, коричневих, інколи жовтих тонів, часто-густо із візерунком з червоних або жовтогарячих крапочок, світлих лусочок або волосків. У деяких тіло більш або менш гладеньке, але у більшості воно зверху та з боків звичайно має численні рельєфні вирости у вигляді зубців, загострених шипів, ребер, кілів, валиків, горбочків тощо. 

## Спосіб життя
Усі брахіцериди рослинноїдні, хоча кормові рослини достовірно відомі лише для 10-15 видів. Місця мешкання цих комах пов'язані з рослинами, якими вони харчуються — травами з родини лілійних, амарилісових, ароїдних та орхідних. У посушливих регіонах (степи, пустелі) це ефемероїди, тому активні дорослі жуки зустрічаються тут на початку теплої пори року із достаньої кількістю опадів (на півдні Європи — навесні). Вони харчуються надземними частинами рослин, личинки гризуть цибулини ззовні чи зсередини. У несприятливі (спекотливі, холодні) сезони жуки неактивні (діапауза). Прив'язанність до життєвого циклу дикорослих ефемероїдів робить брахіцерид вразливими до діяльності людини — розорення степів, піскоукріплювальні роботи у пустелях та ін.

## Географічне поширення
Ареал родини охоплює територію від Півдня Європи до Південної Африки (включно з Мадагаскаром, Близький Схід, Малу, Передню й Середню Азію, Казахстан, окремі види є у Китаї, Індонезії, на Молукських островах та на Новій Гвінеї . Переважна більшість видів все ж таки входить до афротропічної фауни. Імовірно, група виникла саме у межах цієї області і згодом розселювалась суходолом, утворюючи вторинні осередки формоутворення.
В Україні мешкає ймовірно три види брахіцерид.

## Значення у природі та житті людини
В екосистемах брахіцериди є однією з численних ланок кругообігу речовин та енергії, в першу чергу як фітофаги — споживачі рослинної органіки. Не виключено, що вони важливі також як їжа для зоофагів та паразитів. Відома інформація, що коли-не-коли окремі види завдають шкоди культивованим лілійним — цибулі, часнику, декоративним квітам — амарилісам, гладіолусам, тюльпанам, каллам, гіацинтам, нарцисам та ін.. Проте через нечисленність та локальне поширення більшість видів у цьому відношенні є нейтральними.
Декілька південноафриканських видів є потенційними гербіфагами для пригнічення бур'янів-аспарагусів.
Один вид брахіцерид — брахіцерус зморшкуватий (Brachycerus sinuatus Ol.) — внесений до Червоної книги України.

## Класифікація

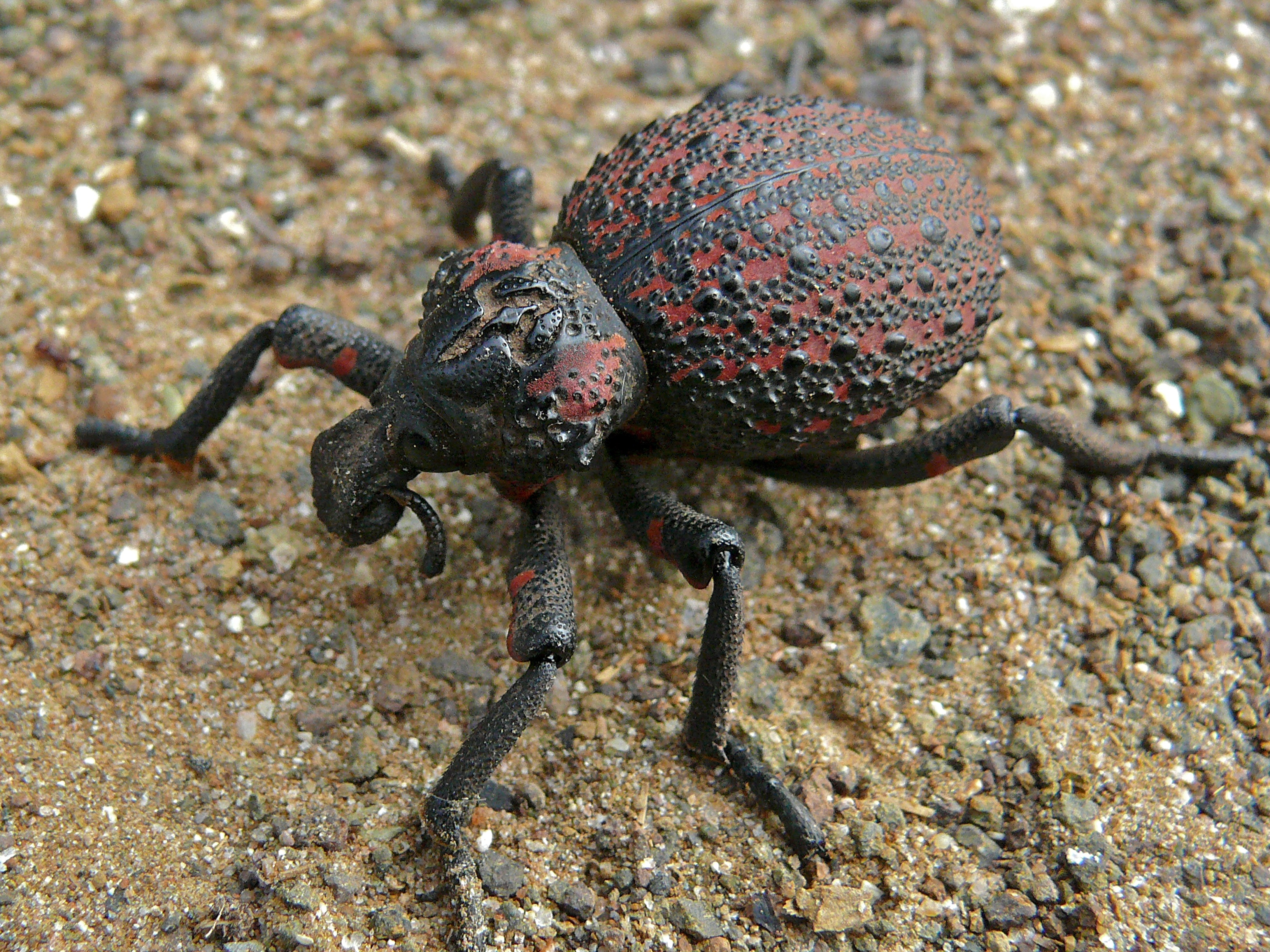
Здається, деякі брахіцериди не позбавлені певної краси…

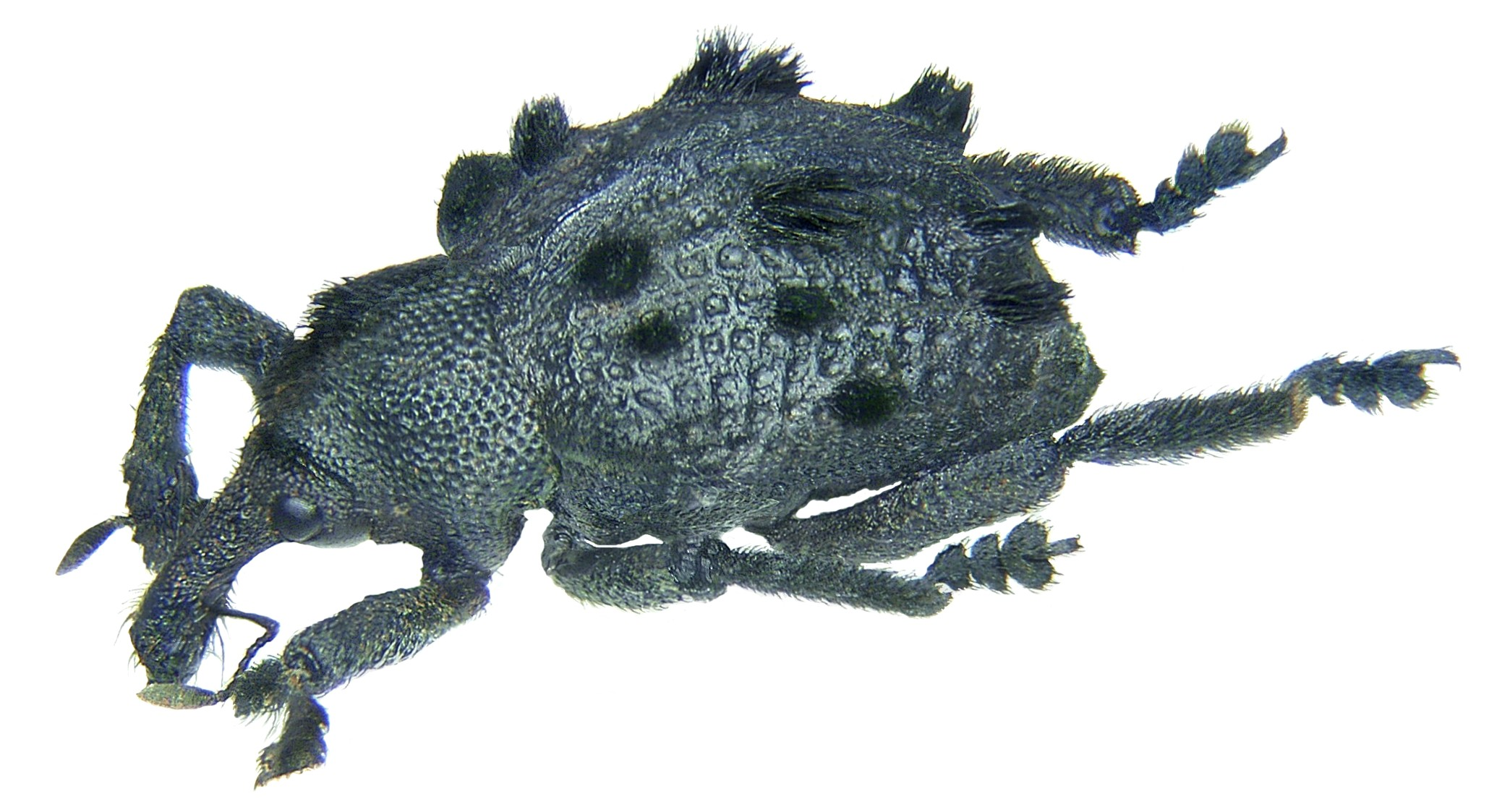
Індонезійський жук десмідофорус Desmidophorus funebris Pascoe, 1888

Брахіцерид поділяють на три підродини — Brachycerinae, Microcerinae та Ocladiinae.